# Château de Bremgarten
Le château de Bremgarten (allemand : Schloss Bremgarten) est un château situé dans la commune de Bremgarten bei Bern en Suisse. Il est listé comme bien culturel d'importance nationale.

## Histoire
Le premier château de Bremgarten est la maison ancestrale des barons de Bremgarten, mentionnés pour la première fois vers le milieu du XIIe siècle. L'église de la famille des barons, l'église Saint-Michel, est mentionnée pour la première fois en 1275 bien qu'elle date probablement du Xe ou du XIe siècle. Le domaine s'étend le long de l'Aar de Worblaufen à Kirchlindach. Au début de l'année 1298, Fribourg et ses alliés, dont les barons de Bremgarten, attaquent Berne dans la vallée de la Jammer. Ce conflit est appelé « bataille du Dornbühl »,. La ville de Berne est victorieuse et, peu après, les Bernois conquièrent et brûlent la ville de Bremgarten. Ils détruisent le château après un court siège.
En 1306, les trois frères von Bremgarten ont une ville ruinée, un château également en ruine et des dettes importantes. Ils sont obligés de vendre leurs terres, leur château et leurs droits à la commanderie de l'Ordre des Hospitaliers de Buchsee (Münchenbuchsee). La commanderie reconstruit la ville et le château et en fait une résidence et le siège de la commendeur. Pendant la Réforme protestante, en 1528, le dernier commandeur, Peter Englisberg, soutient la sécularisation de la commanderie et reçoit de Berne le château de Bremgarten comme récompense.
Après la mort de Peter Englisberg en 1528, le gouvernement bernois vend les terres et le château au conquéreur du Pays de Vaud, l'avoyer Hans Franz Nägeli. Il démolit l'ancien château à l'exception du donjon et du mur-rideau, et fait construit un manoir de style Renaissance. Après la mort de Nägeli en 1579, le château revient au banneret Ludwig Brüggler qui est le mari de sa deuxième fille. Brüggler meurt en 1598 et le château est acheté par le banneret Niklaus Kilchberg qui le donne à son fils également nommé Niklaus. Il reste dans la famille Kilchberg jusqu'en 1727 quand il est vendu à Marc Elie de Chemilleret, de Bienne. En 1743, il revient à Gabriel von Wattenwyl qui est le neveu de la seconde femme de Marc Elie, Magdalena von Watteville. Fischer von Reichenbach achète le château en 1761 et le vend quatre ans plus tard à Albrecht Frisching.

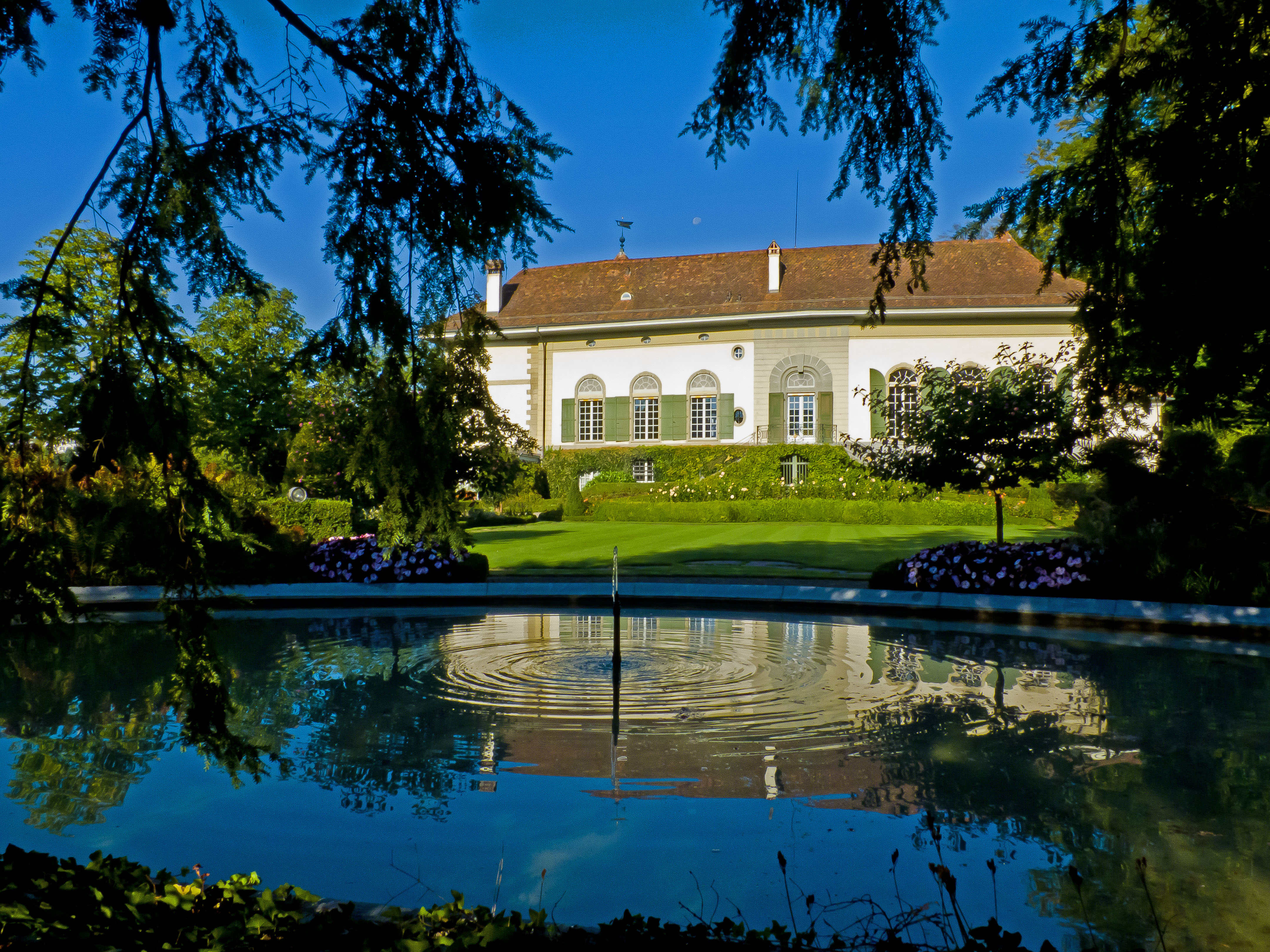
Vue du château depuis l'est.

Albrecht Frisching, professeur de grec à Berne, est membre du Grand Conseil en 1775 et gouverneur de Landshut de 1782 à 1789. À partir de 1780, il reconstruit complètement le château et le transforme en palais d'été baroque. Il reconstruit et agrandit l'entrée. Le site est surélevé pour créer une cour spacieuse et des jardins autour du château. En 1803, après l'Acte de Médiation, Albrecht Frisching est élu au Grand Conseil mais refuse de siéger et se retire au château de Bremgarten.
Le peintre suisse Ricco grandit dans le château où ses parents Max et Tilli Wassmer organisent de somptueuses fêtes en compagnie de poètes, peintres et compositeurs. Hermann Hesse en décrit l'atmosphère de manière poétique dans le roman Le Voyage en Orient.
Le château est listé comme bien culturel d'importance nationale.